# Renato Macedo
Renato Macedo (Franca, 17 de outubro de 1912 – São Paulo, 2002) foi um comentarista esportivo e radialista brasileiro.

## Biografia
Renato Augusto Ribeiro de Macedo nasceu em Franca, interior de São Paulo, em 17 de outubro de 1912, filho de Dimas José de Macedo e Antonieta Ribeiro. Iniciou sua carreira em 1930 na Rádio Educadora. Jovem, já era uma das vozes marcantes da Radio Record Paulistana (PRB-9). Ao lado de César Ladeira e Nicolau Tuma foram as vozes no rádio durante a Revolução Constitucionalista de 1932.

Trabalhou nas paulistanas Rádio Excelsior (PRG-9) e Rádio Nacional e foi Diretor Artistico da Radio Cultura de São Paulo (PRE-4) nos anos 1960.

Crítico de cinema da Rádio Jovem Pan (PRH-7), apresentou, com destaque, um programa semanal na TV Tupi canal 3 de São Paulo, sendo também um dos pioneiros da Televisão do Brasil.
Morreu aos 90 anos, em 2002, em São Paulo.